# Носсоб (річка)
Носсоб (також Нособ) — висохле русло річки в східній Намібії та регіоні Калахарі в Південній Африці та Ботсвані. Простягається на відстань 740 км і востаннє була наповнена водою у 1989 році. Річка також дає назву табору Носсоб 25°25′18″ пд. ш. 20°35′47″ сх. д. / 25.42167° пд. ш. 20.59639° сх. д. в транскордонному парку Калахарі.

## Курс

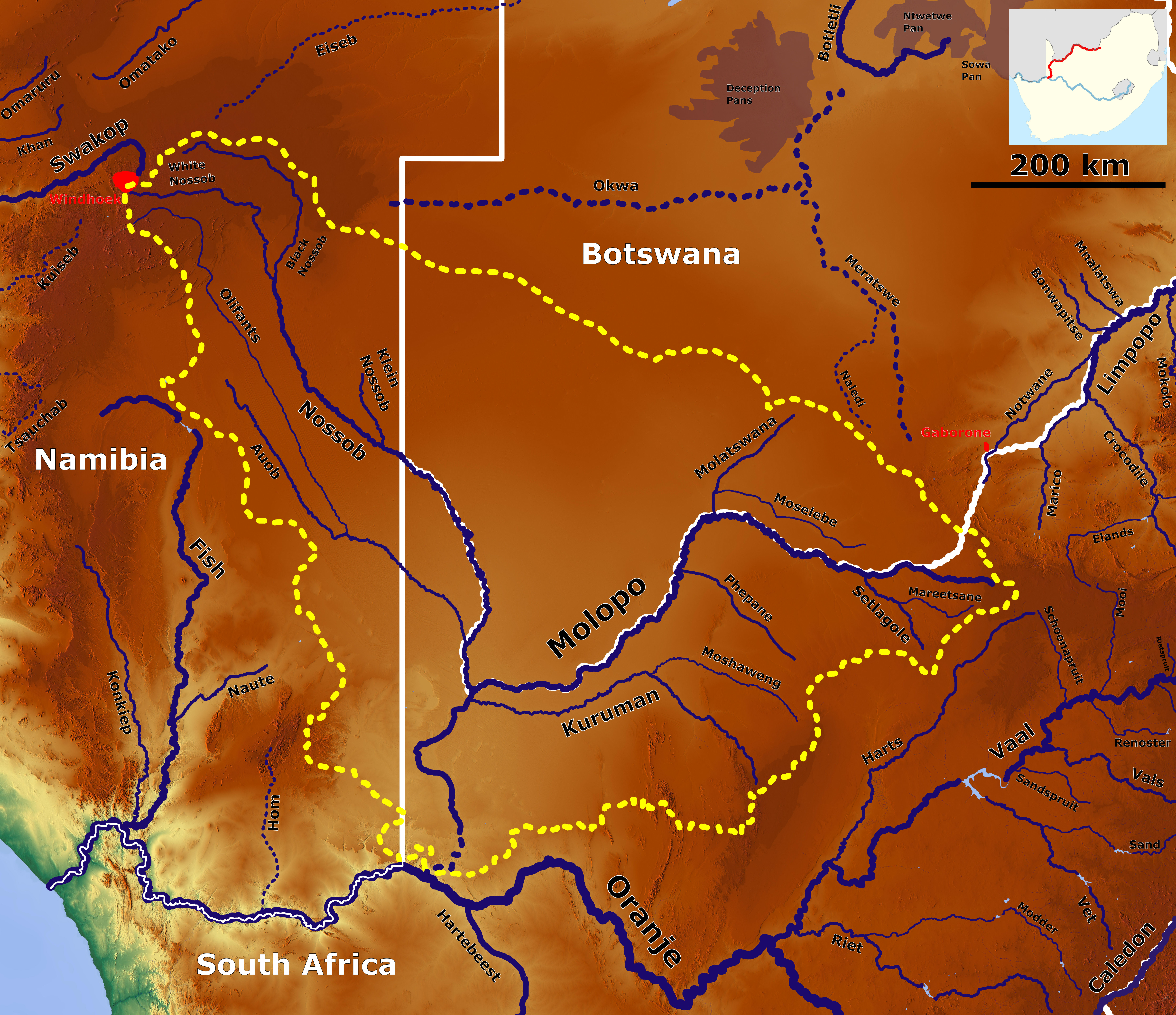
Розташування нижньої течії р. Носсоб (центр) та її приток

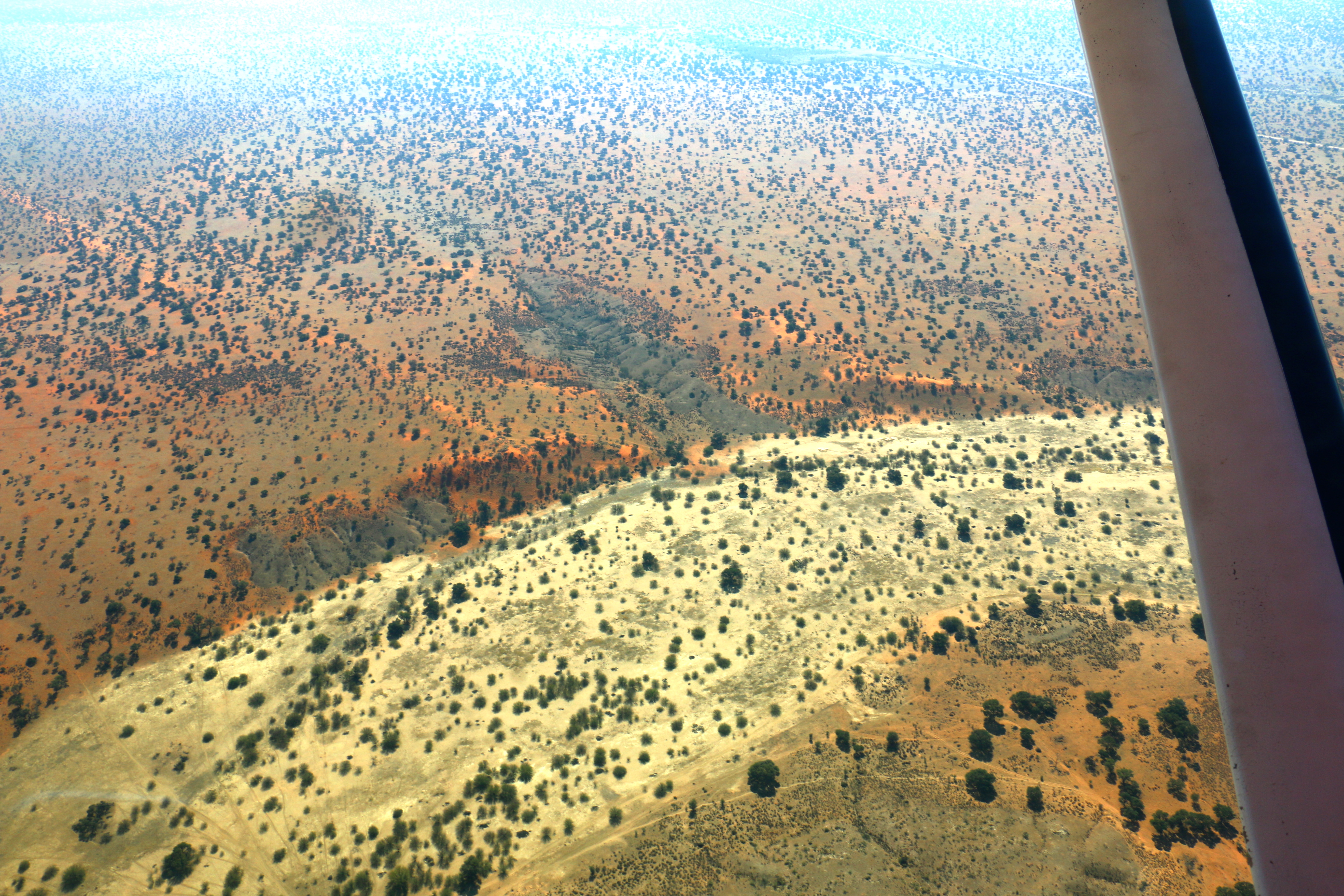
Річка Носсоб на схід від Араноса, що перетинає Калахарі

Носсоб бере свій початок у двох основних притоках, Сварт-Носсоб і Віт-Носсоб, що означає чорний і білий відповідно. Обидві притоки беруть свій початок на східних схилах гірського хребта Отіхавера, на схід від Віндгука. Їх джерела - 1,800 м і понад 2,000 тис м над рівнем моря відповідно. Два русла річок зливаються близько 80 км на південь від Гобабіса, який розташований на березі Сварт-Носсоб.
Від цього місця злиття течії річки проходить повз поселення Леонардвіль і Аранос і прибуває в Юніонс-Енд, Південна Африка. Від Юніонс-Енд русло річки, утворюючи кордон з Ботсваною, петляє через транскордонний парк Кгалагаді на відстань понад 200 км. Воно досягає південної межі мисливського заповідника на північ від табору Тві-Рів'єрен, біля місця впадіння в річку Ауоб.
Кажуть, що в Калахарі Носсоб витікає приблизно раз на століття. Однак вода зберігається під землею, щоб забезпечити життя траві та деревам верблюжого шипу, що ростуть у руслі річки. Носсоб може ненадовго текти після сильних гроз, що змушує дику природу стікатися до річки.
Носсоб закінчується при впадінні в річку Молопо приблизно 50 км на південь від Тві Рів'єрен. Місце впадіння на 26°54′15″S 20°41′24″E знаходиться на висоті 890 м над рівнем моря. Молопо є притокою річки Оранжева, в яку вона впадає нижче за течією водоспаду Ограбіс

## Дивись також
- Транскордонний парк Калахарі